# Петрухин, Валентин Иванович
Валентин Иванович Петрухин (1933—1988) — советский физик, доктор физико-математических наук.

## Биография
Родился 26 сентября 1933 года. Окончил МГУ в 1956 году.
Работал в Лаборатории ядерных проблем Объединенного института ядерных исследований (ОИЯИ, Дубна).
Доктор физико-математических наук, защитил докторскую диссертацию в ОИЯИ в 1977 году. 
Лауреат премий ОИЯИ (в составе коллективов):
- 1962 А. Ф. Дунайцев, А. И. Мухин, В. И. Петрухин, Ю. Д. Прокошкин, В. И. Рыкалин. «Экспериментальное обнаружение процесса бета-распада пиона и определение вероятности этого распада». Первая премия.
- 1971 С. С. Герштейн, В. Г. Зинов, А. Д. Конин, А. И. Мухин, В. И. Петрухин, Л. И. Пономарёв, Ю. Д. Прокошкин, В. М. Суворов. «Изучение взаимодействий отрицательно заряженных мезонов с веществом и разработка методов мезохимических исследований». Научно-исследовательские работы. Первая премия.
- 1973 Б. Ю. Балдин, З. В. Крумштейн, Р. Ляйсте, Ю. П. Мереков, В. И. Петрухин, А. И. Pонжин, Г. Хемниц, Н. Н. Хованский, Г. А. Шелков, Й. Шюлер. «Наблюдение ядер антитрития». Научно-исследовательские работы. Вторая премия.
- 1975 Л. C. Ажгирей, Д. И. Блохинцев, И. К. Взоров, В. И. Комаров, М. Г. Мещеряков, В. П. Зрелов, Б. С. Неганов, В. И. Петрухин, О. В. Савченко, З. Теш. «Обнаружение, исследование и интерпретация процессов квазиупругого выбивания протонами высоких энергий дейтронов, гелия-3, трития и гелия-4 из ряда ядер в условиях большой передачи импульса». Научно-исследовательские экспериментальные работы. Вторая премия.
- 1981 В. И. Комаров, П. Конц, Г. Е. Косарев, З. В. Крумштейн, Г. Мюллер, В. И. Петрухин, З. Шереш, Т. Штилер, З. Фодор, Я. Эре. «Обнаружение процессов прямого взаимодействия протонов средней энергии с нейтронными и протонными парами в легких ядрах и изучение протон- кластерных соударений при высокой передаче импульса». Научно-исследовательские экспериментальные работы. Вторая премия.

Соавтор научных открытий:
- Явление захвата отрицательно заряженных пионов ядрами химически связанного водорода. Ю. Д. Прокошкин, Л. И. Пономарёв, А. Ф. Дунайцев, В. И. Петрухин, В. И. Рыкалин. № 164 с приоритетом от 4 апреля 1962 г.
- Я. Б. Зельдович (Ин-т прикладной математики АН СССР); С. С. Герштейн, А. Ф. Дунайцев, Ю. Д. Прокошкин, В. И. Рыкалин (ИФВЭ, Серпухов); В. И. Петрухин (ОИЯИ). Закон сохранения векторного тока адронов в слабых взаимодействиях элементарных частиц. Диплом № 135 (1973), приоритет от 8.06.1955 — в части теоретического обоснования закона, от 12.04.1962 — в части экспериментального подтверждения закона.

1965 — Золотая медаль имени И. В. Курчатова — за работы по экспериментальному исследованию бета-распада нейтрона.
Перворазрядник по шахматам.
Умер в Дубне З0 августа 1988 года (покончил жизнь самоубийством).

## Семья
- Первая жена —
  - Дочь — Ольга Петрухина[1]
- Вторая жена — Ольга Юзефовна Принцева (род. 14.01.1952[2]), дочь писателя и драматурга Ю. Я. Принцева, в первом браке замужем за Михаилом Швыдким[3], по специальности гистолог, в 1977 году защитила кандидатскую диссертацию на биологическом факультете МГУ по теме "Подчелюстные слюнные железы как место локализации инсулиноподобного вещества"[4][5], во втором браке была замужем за  Валентином Петрухиным[6]. В 1993 году защитила в Кардиологическом центре докторскую диссертацию "Реакции гладкомышечных клеток в морфогенезе сосудов (в норме и при патологии)"[7]. Живёт в США[8].